# Siep Stuurman
Sijbrand (Siep) Stuurman (Hengelo, 8 september 1946) is een Nederlands politicoloog en historicus. Hij was hoogleraar Ideeëngeschiedenis aan het Centre for the Humanities van de Universiteit Utrecht.

## Biografie
Stuurman studeerde politicologie en moderne geschiedenis aan de Universiteit van Amsterdam. In 1983 promoveerde hij in Groningen op een proefschrift over verzuiling en politieke partijvorming in de late negentiende eeuw.
Tussen 1985 en 1994 was hij hoogleraar politicologie aan de Universiteit van Amsterdam. Van 1994 tot 2010 bekleedde hij de Jean Monnet leerstoel voor Europese Geschiedenis aan de Faculteit der Historische en Kunstwetenschappen van de Erasmus Universiteit Rotterdam. Daar was hij van 1998-2003 ook facultair onderzoeksdirecteur. In 2011 verscheen naar aanleiding van Siep Stuurmans afscheid van de Erasmus Universiteit Rotterdam de bundel Grenzeloze gelijkheid. Historische vertogen over cultuurverschil onder redactie van Maria Grever, Ido de Haan, Dienke Hondius en Susan Legene (Amsterdam: Bert Bakker 2011). In 2010 werd hij tot zijn emeritaat hoogleraar Ideeëngeschiedenis aan de Universiteit Utrecht.
Hij publiceerde onder andere over politieke geschiedenis, staat- en natievorming in Europa, de geschiedenis van ideeën en het liberalisme. Zijn meest recente werk is een wereldgeschiedenis van het gelijkheidsdenken over cultuurgrenzen heen, later bewerkt in een uitgebreide Engelse vertaling voor Harvard University Press.
Voor zijn boek François Poulain de la Barre and the Invention of Modern Equality (Harvard, 2004) ontving Stuurman de George Mosse-prijs van de American Historical Association.
Stuurmans partner Selma Leydesdorff was hoogleraar aan de Universiteit van Amsterdam.